# Angiotensinogen
Angiotensinogen är ett plasmaprotein som produceras i levern. Under katalysering av renin, som frisätts ifrån njurarna då genomblödningen i njurens vävnad minskar, spjälkas angiotensinogen till angiotensin I. Detta är ett led i kroppens blodtrycksreglering och ingår i det så kallade juxta-RAAS-systemet. Angiotensin I kan sedan spjälkas vidare (två aminosyror avgår genom katalys av angiotensinkonverterande enzym) till det biologiskt aktiva angiotensin II. Den slutliga strukturen i kedjan är angiotensin III som har få eller inga biologiska effekter i kroppen. 